# イポカンポ出版社
イポカンポ出版社（イポカンポしゅっぱんしゃ、西:Ediciones del Hipocampo）はペルーに本社を置く出版社。

## 概要
本社を首都のリマに置く。2000年に創業。外国人旅行者を強く意識して、主にペルーの観光地の魅力を紹介する出版事業を行なっている。
写真集や観光ガイドは、多くの製品がスペイン語・英語・フランス語・ドイツ語・日本語の5か国語に対応しており、それぞれの言語の版が存在する。一部英語とスペイン語のみ。

## 出版物
リマ、クスコ、ナスカ、アレキパ、マチュ・ピチュといったペルーの有名観光地やインカ文化とり上げた写真集や観光ガイド、絵葉書、カレンダー、トランプカード等を出版している。日本をはじめとする外国から訪れた旅行者は、ペルー各地の観光客向け売店で、イポカンポ出版社が出版した複数言語の旅行ガイドが販売されている光景に出会うことになる。

## その他
イポカンポ (hipocampo) とはスペイン語でタツノオトシゴの意味。イポカンポ出版社の出版する本には、同社のシンボルであるタツノオトシゴのマークが描かれている。
2007年2月現在、同社の日本語版出版物の和訳にはしばしば不自然な箇所が認められる。特に、てにをは等助詞に難があると言えるだろう。〈例〉「この神殿は太陽を崇めたことから、インティ･カンチャと呼ばれ、太陽のへの聖なる神殿であった。」（『インカの聖なる谷めぐりとクスコ』より）